# Jerrygibbsita
La jerrygibbsita és un mineral de la classe dels silicats, que pertany al subgrup de la leucofenicita. Rep el seu nom en honor del professor Gerald "Jerry" V. Gibbs (1929-2015) mineralogista del Virginia Polytechnic Institute de Blacksburg, Virgínia, als Estats Units.

## Característiques
La jerrygibbsita és un nesosilicat de fórmula química Mn92+(SiO₄)₄(OH)₂. Cristal·litza en el sistema ortoròmbic. La seva duresa a l'escala de Mohs és 5,5.
Segons la classificació de Nickel-Strunz, la jerrygibbsita pertany a «9.AF - Nesosilicats amb anions addicionals; cations en [4], [5] i/o només coordinació [6]» juntament amb els següents minerals: sil·limanita, andalucita, kanonaïta, cianita, mullita, krieselita, boromullita, yoderita, magnesiostaurolita, estaurolita, zincostaurolita, topazi, norbergita, al·leghanyita, condrodita, reinhardbraunsita, kumtyubeïta, hidroxilcondrodita, humita, manganhumita, clinohumita, sonolita, hidroxilclinohumita, leucofenicita, ribbeïta, franciscanita, örebroïta, welinita, el·lenbergerita, sismondita, magnesiocloritoide, ottrelita, poldervaartita i olmiïta.

## Formació i jaciments
Va ser descoberta l'any 1981 a la mina Franklin, a Franklin, al comtat de Sussex (Nova Jersey, Estats Units). També ha estat descrita a Răzoare (Maramureș, Romania) i a la mina Kombat, a la regió d'Otjozondjupa (Namíbia).